# 拡散
拡散（かくさん、英: diffusion）とは、粒子、熱、運動量、等が、散らばり、広がる、物理的な現象。この現象は着色した水を無色の水に滴下したとき、煙が空気中に広がるときなど、日常よく見られる。これらは、化学反応や外力ではなく、流体の乱雑な運動の結果として起こるものである。

## 理論的背景
拡散は輸送現象の一種であり、拡散方程式で表現される。たとえば巨視的な分子の拡散はフィックの法則に、また巨視的な熱エネルギーの拡散はフーリエの熱伝導の法則に従う。電場中での電子の拡散は基本的にはオームの法則に従う。
いずれの場合にも、物理量の場に勾配があるときにのみ明らかな拡散が見られる。たとえば熱拡散では、温度が一定のときには熱は一方向とその逆方向に同じ速度で移動するから、全体としては変化は見られない。これらの流束密度（それぞれ分子、エネルギー、電子の流れ）は、勾配（濃度勾配、温度勾配、電位勾配(電場)）に、物理的性質を示す係数（拡散係数、熱伝導率、導電率）をかけた値に等しい。
拡散現象の発展として、拡散が移流と同時に起きる現象（移流拡散方程式）や化学反応と同時におきる反応拡散系がある。

## 物質の拡散
物質の拡散とは、各分子（または原子）の熱運動に基づく物質の運動であり、固体、液体、気体、また超臨界流体中でも起きる。以下のような例がある：
- ヘリウムを詰めた風船は数日置くとわずかにしぼむ。これはヘリウム原子が風船の壁を通して拡散するからである。
- スパゲッティをゆでると水分子が内部へ拡散し、スパゲッティは膨張し柔らかくなる。
- におい物質は気体として拡散し部屋に充満する。
- 水中に入れた砂糖はかき混ぜなくてもゆっくり溶解し砂糖の分子が拡散して水全体に広がる。

物質拡散の理論的研究は以下のように発展した。
- 拡散現象を初めて定量的に研究したのは、スコットランドの化学者トーマス・グレアムで、1829年に気体における拡散、1850年には液体における拡散の詳細な観察を報告している。「気体の拡散速度は分子量の平方根に逆比例する」というグレアムの法則、コロイド化学のパイオニアとして知られている。
- 1855年にアドルフ・オイゲン・フィックがフィックの法則を提唱した。フィックによる貢献は、拡散係数を定義し、実験データを簡潔に整理することを可能にしたことであると言われている。
- 1896年、ロバーツ・オーステンにより、固体内拡散の定量的研究がおこなわれた。彼はLe Chatelierにより1888年に発明された白金・白金ロジウム熱電対を用いて系の温度を一定に保ち、鉛中の金の高速拡散を測定した。
- 1920年、ゲオルク・ド・ヘヴェシーにより天然RIを用いた自己拡散（マックスウェルによって示唆された）の測定がなされた。

### 原子の拡散
固体中の原子が熱によってランダムに跳躍し、結果として正味の原子の移動が起きる過程である。例えば風船の中のヘリウム原子は風船の壁を通して拡散し逃げることが可能であり、そして風船は少しずつしぼむ。他の空気中の分子（たとえば酸素、窒素）は移動度がもっと低いので、風船壁を通しての拡散速度は低い。風船内にはヘリウムが詰められ、外気にはヘリウムはわずかしかないので、壁には濃度勾配ができている。移動速度は拡散係数と濃度勾配に支配される。カーケンドール効果も参照。

### ブラウン運動
ブラウン運動は不連続的な粒子が液体中で拡散するときに起きる。熱エネルギーによるものであるから、運動が観測できる（{\displaystyle v\sim {\sqrt {k_{B}T/m}}}）ためには、対象粒子の質量は非常に小さいものでなければならない。運動の方向はランダムで常に変化している。ブラウン運動は原理的には気体中でも起きるが、気体中の微粒子の運動はふつう拡散のほか乱流に支配されているため観測しにくい。

### 浸透
浸透とは、溶媒が半透膜を通して拡散する現象である。

### 生物学における拡散
細胞膜を通しての拡散は単純拡散と促進拡散に分けられる。単純拡散は特異的なチャネルタンパク質を必要としない一般的な拡散である。一般に単純拡散において、膜の脂質部分を拡散する速度は、極性分子よりも非極性分子の方が高い。

#### 促進拡散
促進拡散は、特定の物質が、それに特異的なチャンネルタンパク質を通して濃度の高い方から低い方へ選択的に細胞膜を透過、移動する現象である。極性分子やイオンの拡散は主として促進拡散によって行われる。単純拡散と促進拡散を合わせて受動輸送と呼ぶ。それに対して、濃度勾配に逆行して移動する現象（エネルギーの供給を要する）を能動輸送という。
イオンの拡散は濃度勾配と膜電位に（あるいは電気化学ポテンシャル勾配に）依存する。イオンの正味の流束はイオンチャネルが開閉することで変化する。

#### 呼吸器での拡散
動物の肺では肺胞において気体の単純拡散が起こる。肺胞膜の両側での分圧差により、酸素は内側の血液中に拡散し、二酸化炭素は外側に拡散することによってガス交換が行われる。

## いろいろな拡散

### 熱伝導
熱が温度勾配のある物質中を移動する（例えばコーヒーを入れたカップの外側がだんだん熱くなる）場合、移動の速度は熱伝導率と温度勾配に支配される。熱拡散現象とは異なる現象である。

### 運動量の拡散
固体の表面を流れる流体の層流では、運動量が表面近くの境界層を通して拡散する。この場合には、表面と接する流体（全く運動せず運動量はゼロ）と表面から離れた流体の間に運動量勾配ができ、運動量は流れの速度に比例する。運動量の輸送速度は流体の粘度と運動量勾配に支配される。

### 電子の拡散
ほとんどの導体において、電子の流れ（電流）は拡散によって起きる。電荷キャリアー（ふつうは電子）は電場がない場合にはランダムに動いている。電場をかけるとキャリアーは流れ出し、正味として電流になる。移動速度は導体の電気伝導度と電場に支配される。

### 光子の拡散
光学的深さが大きく平均自由行程が非常に短いような物質内を光子が進行するときには、そのふるまいは散乱に支配され、各光子の経路は事実上ランダムウォークとなる。
この状況では、光子のアンサンブル（統計力学的集団）としてのふるまいは拡散方程式で表現できる。

## 特異な拡散

### 逆拡散
一般に拡散は勾配を下る方向（例えば濃度の高い所から低い所へ）の移動として起こる。が、必ずしもそうとは限らない。相分離の過程では、物質が高濃度の方へ拡散することもある。これは2相間での濃度勾配が安定的に成立するからである。この現象を逆拡散という。
この場合、化学ポテンシャルの勾配を原動力として、その自由エネルギーを減少させる方向に拡散するとみなし、フィックの法則は濃度勾配ではなく化学ポテンシャル勾配を用いて修正される。

### 強制拡散
外部からの攪拌などによって拡散が生じることを強制拡散という。

### 二重拡散
2種類の拡散現象が同時に起きることを二重拡散という。例としては水温と塩分濃度が異なる海水の混合過程が挙げられる。水では温度の拡散のほうが塩分の拡散より大きい。そのため、低温低塩分水が上に、高温高塩分水が下にあって接しているときは境界面は安定だが、逆にあるときは境界面が変形しソルトフィンガーが生じるなどの特殊な現象が発生する。